# Друзі-тварини
«Друзі тварин» (англ. Animal Friends) — майбутній американський анімаційний комедійний дорожній фільм режисера Пітера Атенсіо за сценарієм Кевіна Берроуза та Метта Майдера. В ролях Раян Рейнольдс, Джейсон Момоа, Вінс Вон, Ерік Андре, Аддісон Рей, Еллі Бамбер, Роб Делейні, Ліл Рел Ховері, Ден Леві та Обрі Плаза.

## Синопсис
Дві тварини-втікачки вирушають у подорож Америкою, переслідувані агентом і рейнджером.

## Акторський склад
- Раян Рейнольдс
- Джейсон Момоа
- Вінс Вон
- Обрі Плаза
- Еддісон Рей
- Ерік Андре
- Ден Леві
- Ліл Рел Хауері
- Еллі Бамбер — Петсі[1]
- Хоакім Де Алмейда
- Роб Ділейні

## Виробництво
Проєкт було анонсований у квітні 2023 року, було оголошено, що головні ролі виконають Раян Рейнольдс,Джейсон Момоа, Вінс Вон та Обрі Плаза, а режисером буде Пітер Атенсіо. Аддісон Рей приєдналася до акторського складу наступного місяця. Ден Леві доєднався до акторського складу у лютому 2024 року. Ліл Рел Хауері, Еллі Бамбер, Хоакім Де Алмейда та Ерік Андре приєдналися до акторського складу в наступні місяці. У березні 2025 року до акторського складу приєднався Роб Делані.
DNEG оголосила, що виробництво фільму розпочалося у червні 2023 року. Одним із місць зйомок була Болгарія. Зйомки завершилися 17 квітня 2024 року.
У липні 2025 року було оголошено, що музику до фільму напише Джозеф Трапанезе.

## Реліз
Спочатку вихід фільму в США планувався на 15 серпня 2025 року компанією Sony Pictures Releasing під егідою Columbia Pictures, але 9 грудня 2024 року, було оголошено, що права на розповсюдження перейшли до Warner Bros. Pictures, яка запланувала кінотеатральний реліз фільму на 10 жовтня 2025 року, а потім перенесла його на 1 травня 2026 року.